# Ravesa Lleshi
Pour les articles homonymes, voir Lleshi.
Ravesa Lleshi est une femme politique albanaise née le 1er juin 1976.

## Biographie

### Enfance et formation
Elle est née en 1976.
Elle est diplômée de l’Université de Tilburg avec une maîtrise en droit public international et européen.

### Carrière
De 2010 à 2014, elle était à Tirana où elle a enseigné dans l’établissement offert par l’Université de New York à Tirana (en).
En 2015, elle est conseillère du ministre des Affaires étrangères, Ditmir Bushati,.
Elle a été basée en Autriche de mars 2016, lorsqu’elle a dirigé la mission de son pays auprès de l’Organisation pour la sécurité et la coopération en Europe, jusqu’en janvier 2018, date à laquelle elle est devenue conseillère du ministre des Affaires étrangères.
Elle est devenue Représentante permanente de l’Albanie auprès de l’Office des Nations Unies à Genève en 2018.
Elle est également responsable de la représentation de son pays auprès de l’Organisation mondiale de la propriété intellectuelle, par exemple en 2019, elle a été l’une des premières à signer un accord international qui protégerait les produits régionaux tels que le thé Darjeeling.